# Ivan Korade
General bojnik Ivan Korade (Velika Veternička, 17. prosinca 1964. – Velika Veternička, 3. travnja 2008.), general Hrvatske vojske, zapovjednik u Domovinskom ratu koji se proslavio postavljanjem hrvatske zastave na kninskoj tvrđavi nakon oslobođenja Knina, neslavno okončao život počinivši samoubojstvo nakon počinjenja peterostrukog ubojstva.

## Vojna karijera
Ratni put Ivana Korade započeo je početkom 1991. godine kao dragovoljac u jedinicama Specijalne policije. Osnivanjem ZNG-a, priključuje se 1. gardijskoj brigadi »Tigrovima«, a 1992. postaje zapovjednik 5. bojne Tigrova. Na Južnom bojištu na dubrovačkom području u ljeto 1992. biva teško ranjen izgubivši ruku. Nakon oporavka, vraća se u službu. 
Krajem 1992. godine postao je zapovjednikom novoosnovane 7. gardijske brigade "Pume". Sa 7. gardijskom ratuje 1994. i 1995. u vojnim operacijama u BiH (Zima '94., Skok-1 i Skok-2, Ljeto '95.), te u Operaciji Oluja. Korade će najviše ostati u pamćenju što je 5. kolovoza 1995., nakon što je prvi sa svojim postrojbom ušao u tek oslobođeni Knin, podigao hrvatsku zastavu na kninskoj tvrđavi. Nakon oslobođenja Knina, brigada kreće opet u BiH (operacije Maestral i Južni potez).
Nakon rata, Ivan Korade promaknut je u čin generala i imenovan zapovjednikom VI. zbornog područja u Bjelovaru. U to su se vrijeme zaredali Koradovi incidenti, prometne nesreće, zlostavljanje potčinjenih časnika i maltretiranje župana, te odbijanje komunikacije s Glavnim stožerom i načelnikom GS. Zbog toga je, na inicijativu tadašnjeg načelnika Glavnog stožera Pavla Miljavca, 1997. godine vrhovni zapovjednik Franjo Tuđman odlučio razriješiti generala dužnosti. Ivan Korade odlučio se pod svaku cijenu suprotstaviti odluci o svojoj smjeni. Prema navodima generala Miljavca, Korade je iz vojarne udaljio vojnu policiju i na ključna mjesta postavio svoje ljude iz 7. gardijske brigade, pa je vojnoj policiji bio gotovo onemogućen ulaz u varaždinsku vojarnu. Kad je načelnik GS naredio da ga privede vojna policija, kako bi mu uručili odluku o smjeni i umirovljenju, Korade se odlučio na odmetništvo zapovjedivši osmorici svojih časnika koji su bili uz njega da se s petstotinjak vojnika spremaju za izmještanje vojnih snaga na planinu Ivanščicu. Međutim uhićen je u akciji vojne policije i prisilno umirovljen. Nikad nije procesuiran za taj neposluh.
Bio je supotpisnikom Otvorenog pisma dvanaestorice hrvatskih ratnih zapovjednika hrvatskoj javnosti od 28. rujna 2000. godine, zbog kojeg je ondašnji predsjednik RH Stjepan Mesić prisilno umirovio sedmoricu hrvatskih generala.

## Nasilje
Prvi incident koji je zabilježen nakon početka Domovinskog rata dogodio se na bojištu u zadarskom zaleđu, gdje se Korade sukobio s nekim vojnicima, zbog čega ga je Vojna policija, iako je bio zapovjednik brigade, uhitila. Korade se nije ustručavao ni sukoba s dužnosnicima tajnih službi, tako da je u jednom varaždinskom restoranu 1995. godine fizički i verbalno zlostavljao pukovnika SIS-a. Zbog toga je s nekolicinom svojih ondašnjih suboraca i osuđen na varaždinskom sudu 2001. godine na deset mjeseci uvjetnog zatvora.
Godine 2002. tužiteljstvo Haaškog suda za ratne zločine pozvalo je na obavijesni razgovor Koradu, u svojstvu osumnjičenika, zbog navodnih zločina koje su 1995. u akciji Južni potez počinili pripadnici 7. gardijske brigade na području Mrkonjić Grada.

## Umorstva i smrt
Nadnevka 26. ožujka 2008. dogodilo se u Hrvatskom zagorju pet ubojstva. Svaki novi trag na koji je policija naišla sužavao je krug sumnjivaca i upućivao na generala te je za njim počela potraga. Raspisana je i tjeralica. 3. travnja, osmog dana traganja za osumnjičenim Koradom, policija je pretraživala objekte na području mjesta Velika Veternička, jer su svi tragovi i sve informacije ukazivale da se skriva na tom području. Iz jedne vikendice otvorena je rafalna paljba prilikom koje je teško ranjen policajac. Policajac je kasnije podlegao ozljedama. Specijalna jedinica policije izvršila je upad u kuću u kojoj je zatečen mrtav Ivan Korade. Počinio je samoubojstvo.

## Odlikovanja
Ivan Korade bio je odlikovan sljedećim odlikovanjima:
- Red kneza Domagoja s ogrlicom
- Red Nikole Šubića Zrinskog
- Red bana Jelačića
- Red Danice hrvatske s likom Katarine Zrinske
- Red hrvatskog križa[9]
- Red hrvatskog trolista
- Red hrvatskog pletera
- Spomenica domovinske zahvalnosti.

Većinu odlikovanja mu je nakon smrti oduzeo predsjednik Republike Stjepan Mesić odlukom od 16. travnja 2008., osim Reda hrvatskoga križa.